# عقد 1230
عقد 1230 هو عقد امتد بين 1 يناير 1230 و31 ديسمبر 1239 بحسب التقويم الميلادي. سبقه عقد 1220 ولحقه عقد 1240.

## أحداث
- معركة كيرينا (1235)
- معركة سول (1236)
- نكبة أنيشة (1237)

## مواليد
- ماتيلدا الثانية، كونتيسة نيفير (1234)
- قطب الدين الشيرازي (1236)
- فاسيلي ياروسلافيتش (1236)
- بونيفاس الثامن (1235)
- أغنيس دي دامبيير (1237)
- ابن منظور (1233)
- يولاندا من بولندا (1235)
- يحيى بن شرف النووي (1233)
- الظاهر بيبرس (1233)
- أبو عبد الله محمد الثاني (1235)
- رامون لول (1232)

## وفيات
- يولاندا من كورتيناي (1233)
- مايكل سكوت (1232)
- جان دي بريين (1237)
- الكامل ناصر الدين محمد (1238)
- برينغاريا من ليون (1237)
- الأشرف موسى (1237)
- يحيى المعتصم (1236)
- ويليام الثاني دي دامبير (1231)
- إدريس المأمون (1232)
- بهاء الدين بن شداد (1234)
- سيف الدين الآمدي (1233)

## كتب
- Yves Denis Papin (1998). Chronologie de l'histoire ancienne. Lieu de publication non identifié: Éditions Jean-paul Gisserot. ISBN:2-87747-346-5. OCLC:40746926. مؤرشف من الأصل في 2022-03-16.
- موسوعة حضارة العالم (2002) لأحمد محمد عوف.

## روابط خارجية
- تصفح سنة بسنة عقد 1230 على موقع onthisday.com
- تصفح سنة بسنة عقد 1230 ابتداءً من سنة عقد 1230 على موقع المكتبة الوطنية الفرنسية